# Everwood
Everwood est une série télévisée américaine en 89 épisodes de 42 minutes, créée par Greg Berlanti et diffusée entre le 16 septembre 2002 et le 5 juin 2006 sur le réseau The WB.
En France, la première saison a été diffusée à partir du 6 septembre 2003 sur France 2, dès le 6 janvier 2005 sur Jimmy et entre le 6 mars 2007 et le 3 avril 2007 sur France 3. Les deux premières saisons ont été diffusées à partir du 19 septembre 2005 sur Foxlife et l’intégralité de la série a été diffusée à partir du 30 août 2010 sur Série Club. En Suisse romande, elle a été diffusée sur TSR. En Belgique, la série a été diffusée sur La Une puis à partir de 2003 sur La Deux. Au Québec, la série a été diffusée entre le 6 janvier 2005 et le 18 mars 2007 sur Canal Vie.

## Synopsis
Après la mort de sa femme Julia et à la suite d'une promesse qu'il lui avait faite, un célèbre chirurgien new-yorkais nommé Andrew Brown décide de quitter sa vie new-yorkaise. Lors d'un voyage en train avec ses parents, Julia Brown avait visité la charmante ville d'Everwood. Andrew décide de tout quitter et de partir s'installer avec ses deux enfants, Ephram et Délia, dans cette petite ville du Colorado. Une nouvelle vie commence alors pour tous les trois. Mais elle est loin d'être idéale notamment pour le jeune Ephram qui, en plus d'être en conflit constant avec son père, a du mal à s'adapter.
L'arrivée des Brown à Everwood provoque une certaine agitation dans la ville. Tout le monde s'interroge sur les raisons pour lesquelles l'un des plus grands chirurgiens d'Amérique décide de vivre dans une ville modeste et de procurer des soins gratuits à ses habitants.

## Distribution

### Acteurs principaux
- Treat Williams (VF : Patrick Béthune) : Dr Andrew « Andy » Brown
- Gregory Smith (VF : François Creton) : Ephram Brown
- Emily VanCamp (VF : Chantal Macé (saison 1) puis Alexandra Garijo (saisons 2-4)) : Amy Abbott
- Debra Mooney (VF : Isabelle Leprince) : Edna Abbott Harper
- John Beasley (VF : Saïd Amadis) : Irv Harper
- Vivien Cardone (en) (VF : Lucile Boulanger) : Delia Brown
- Chris Pratt (VF : Charles Pestel) : Brighton « Bright » Abbott
- Stephanie Niznik (VF : Juliette Degenne) : Nina Feeny
- Tom Amandes (VF : Pascal Germain) : Dr Harold Abbott
- Merrilyn Gann (VF : Coco Noël) : Rose Abbott
- Sarah Drew (VF : Sophie Froissard) : Hannah Rogers (saisons 3 et 4)
- Scott Wolf (VF : Cédric Dumond) : Dr Jake Hartman[8] (saisons 3 et 4)
- Anne Heche (VF : Virginie Ledieu) : Amanda Hayes[9] (saison 3)

### Acteurs récurrents
- Mike Erwin (VF : Maël Davan-Soulas) : Colin Hart (2002-2003)
- Tim DeKay (VF : Régis Reuilhac) : Révérend Keyes (2002-2003)
- Marcia Cross (VF : Blanche Ravalec) : Dr Linda Abbott (2003-2004)
- Ben Weber (VF : Fabien Jacquelin) : Chris Beals (2003-2004)
- Sarah Lancaster (VF : Véronique Desmadryl) : Madison Kellner (2003-2004)
- Paul Wesley (VF : Frédéric Popovic) : Tommy Callahan (2003-2004)
- Kirsten Nelson : Ellie Beals (2003-2005)
- Lukas Behnken (en) (VF : Vincent de Boüard) : Topher Cole (2004-2005)
- Justin Baldoni (VF : Adrien Antoine) : Reid Bardem (2005-2006)

- Version française
  - Studio de doublage : Dubbing Brothers[10]
  - Direction artistique : Patricia Angot
  - Adaptation : Marina Raclot, Amélie Morin et Sandrine Chevalier

## Épisodes

### Première saison (2002-2003)
1. Un nouveau foyer (Pilot)
2. Le Grand Docteur Brown (The Great Doctor Brown)
3. Prendre et donner (Friendly Fire)
4. Le Pont du baiser (The Kissing Bridge)
5. Les Chemins de la vie (Deer God)
6. La Forteresse (The Doctor Is In)
7. Un poids trop lourd à porter (We Hold These Truths)
8. Jusqu'à ce que la mort nous sépare (Till Death Do Us Part)
9. Pêche à la mouche (Turf Wars)
10. L'Heure du combat (Is There a Doctor in the House?)
11. Un conte de Thanksgiving (A Thanksgiving Tale)
12. État végétatif (Vegetative State)
13. Le Prix de la gloire (The Price of Fame)
14. Colin le second (Colin the Second)
15. Week-end à la neige (Snow Job)
16. La Saint-Valentin (My Funny Valentine)
17. Meurtre mystérieux à Everwood (Everwood, Confidential)
18. Dévoilements (The Unveiling)
19. Le Miracle d'Everwood (The Miracle of Everwood)
20. Sonate au clair de lune (Moonlight Sonata)
21. Cas de conscience (Episode 20)
22. Mon père ce tortionnaire (Fear Itself)
23. À la vie, à la mort (Home)

### Deuxième saison (2003-2004)
Le 25 mars 2003, la série est renouvelée pour une deuxième saison, diffusée depuis le 15 septembre 2003.
1. La Fin de l'été (The Last of Summer)
2. Extraordinaire (Extra Ordinary)
3. Faire partie de la famille (My Brother's Keeper)
4. Médecines orientales (East Meets West)
5. Les Pères et leurs filles (Daddy's Little Girl)
6. Confiance aveugle (Blind Faith)
7. Coup de grisou (Three Miners From Everwood)
8. La Vérité, à quel prix ? (The Burden of Truth)
9. Amour et karaoké (Just Like in the Movies)
10. Tristes fêtes (Unhappy Holidays)
11. Familles je vous hais (Family Dynamics)
12. Dérapages non contrôlés (Controlling Interest)
13. Pense à moi (Forget Me Not)
14. Première fois (No Sure Thing)
15. Amour toujours ? (The L Word)
16. Paradis artificiels (Unspoken Truths)
17. Une pilule dure à avaler (Unfinished Business)
18. Un dernier regard (Last Looks)
19. Un secret mal gardé (Sick)
20. La Dernière Chance (Do or Die)
21. L'Avenir nous appartient (Your Future Awaits)
22. Demain est un autre jour (The Day Is Done)

### Troisième saison (2004-2005)
Le 12 avril 2004, la série est renouvelée pour une troisième saison, diffusée depuis le 13 septembre 2004.
1. Un retour tant attendu (For Every Action...)
2. Priorités (…There Is a Reaction)
3. Recherche amis désespérément (Staking Claim)
4. Questions embarrassantes (The Birds & the Batteries)
5. Sacrifice (Sacrifice)
6. Braver les dragons (Shoot the Moon)
7. Savoir attendre (Best Laid Plans)
8. Arrangements (The Tipping Point)
9. Le Réflexe (The Reflex)
10. Besoin de savoir (Need to Know)
11. Culpabilité (Complex Guilt)
12. Puberté (Giving Up the Girl)
13. Une journée parfaite (The Perfect Day)
14. Faux semblant (Since You've Been Gone)
15. Surprise (Surprise)
16. Une ville en montagne (A Moment in Manhattan)
17. Les Jouets du destin (Fate Accomplis)
18. Descente aux enfers (Fallout)
19. Acceptation (Acceptance)
20. Celui qui hésite (He Who Hesitates)
21. Le Chemin que tu feras (Oh, The Places You'll Go)
22. Au cœur des choses (Where the Heart Is)

### Quatrième saison (2005-2006)
Elle a été diffusée à partir du 29 septembre 2005.
1. Les Retrouvailles (A Kiss to Build a Dream On)
2. Et maintenant (The Next Step)
3. Faites un beau sourire (Put on a Happy Face)
4. La Bataille est gagnée (Pieces of Me)
5. Week-end entre hommes (Connect Four)
6. Jeu de rôles (Free Fall)
7. Un choix difficile (Pro Choice)
8. Adieux (So Long, Farewell...)
9. La Face cachée (Getting to Know You)
10. Écrire pour oublier (Ghosts)
11. Un seul être vous manque (Lost and Found)
12. Un homme bon (You're a Good Man, Andy Brown)
13. Les Risques de la prévention (An Ounce of Prevention)
14. Au secours des âmes perdues (Across the Lines)
15. Eaux troubles (The Land of Confusion)
16. L'Heure de vérité (Truth)
17. Déprime générale (All the Lonely People)
18. Tourner la page (Enjoy the Ride)
19. Tel père tel fils (Reckoning)
20. Everwood en deuil (Goodbye, Love)
21. Une nouvelle harmonie (Foreverwood - Part 1)
22. Une nouvelle harmonie (Foreverwood - Part 2)

## Commentaires
Lors de la quatrième saison, deux fins ont été filmées. Une, si jamais la série était reconduite pour une cinquième saison et une autre, au cas où la série ne serait pas renouvelée. C’est ainsi la deuxième option qui a été prise.